# Танковые войска ФРГ

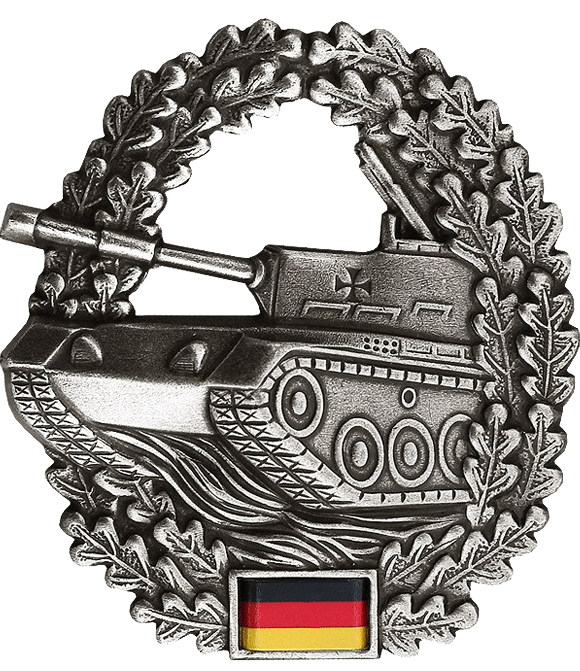
Знак на берете танковых войск в вооружённых силах ФРГ.

Танковые войска ФРГ (нем. Panzertruppe) — род войск в вооружённых силах ФРГ. Танковые войска являются одним из боевых подразделений сухопутных войск ФРГ и вместе с мотопехотными войсками (Panzergrenadiertruppe) образуют бронетанковые войска (Panzertruppen). Основной системой вооружения бронетанковых войск является основной боевой танк Leopard 2. Его главная задача — борьба с танковыми соединениями на открытой местности.

## Описание
Танковые войска являются основным оружием СВ и преимущественно развёртываются внезапно в большом количестве против танковых частей противника в рамках наступательных операций, требующих принятия решения. Они обычно развёртываются в сомкнутых формированиях вместе с мотопехотинцами и призваны способствовать завоеванию инициативы в бою за счет быстрых, эффективных успехов. Сильной стороной танковых войск является атака и преследование, но они также могут быть успешно использованы для задержки и обороны. В этом случае их задача — нанести как можно больше потерь наступающему противнику, продолжая бой, и при необходимости вернуть инициативу контратаками во фланг и в тыл.
Основным оружием танковых войск является боевой танк, который характеризуется огневой мощью, бронированием и мобильностью. Танки могут использоваться для брода небольших водоемов, даже для коротких подводных переходов. Экипаж танка, состоящий из командира, наводчика, заряжающего и водителя, может продолжать огневой бой при неблагоприятных погодных условиях и ночью, используя современные приборы прицеливания.
С конца Первой мировой войны и до заключительного этапа холодной войны танковые войска считались решающим родом войск в случае войны.
В современных зарубежных операциях вооружённых сил ФРГ танковые войска играют лишь незначительную роль по сравнению с временами Холодной войны. Большие логистические проблемы, связанные с транспортировкой и эксплуатацией боевых танков, а также снижение мобильности в странах дислокации из-за их большого веса и размеров привели к тому, что сегодня лёгкие машины и пехота приобрели бо́льшее значение, чем во времена Холодной войны.

## Состав
После почти полного завершения строительства в середине 1960-х годов вооружённые силы ФРГ имели следующие танковые подразделения:
- 6 танковых дивизий и 4 мотопехотные дивизии, в составе которых:
  - 16 танковых бригад, каждая из которых имела 2 танковых батальона и 1 роту противотанкистов
  - 14 мотопехотных бригад с 1 танковым батальоном и 1 ротой противотанкистов в каждой
- 1 горнопехотная дивизия, в составе которой:
  - 4 танковых батальона и 2 роты противотанкистов
- 2 отдельных танковых полка в составе корпуса (планировавшийся 300-й танковый полк III корпуса не был сформирован)
- а также по два танковых батальона в каждой из бригад внутренней безопасности территориальной армии
- всего 51 танковый батальон

До введения Heeresstruktur II в каждой роте было три взвода по пять танков в каждом, плюс танки командира роты и переправочная машина, всего 17 боевых танков. Штаб батальона имел три дополнительные машины в штабе и роте снабжения — по одной для командира и заместителя командира, плюс переправочная машина. Таким образом, численность танкового батальона составляла 54 боевых танка. Позднее количество бронемашин было сокращено.
До 1990-х годов вооружённые силы ФРГ имели, в общей сложности, около 2800 боевых машин Леопард-1/-2 в танковых батальонах СВ и M48 в танковых батальонах бригад территориальных войск (Heimatschutzbrigaden), а также около 970 истребителей танков (Jagdpanzer) в мотопехотных частях. В начале 1980-х годов ещё 17 танковых батальонов были созданы как смешанные подразделения (танки/БМП) с введением Heeresstruktur IV. Каждый из них имел цифру 1 в конце своего номера подразделения — комбинацию цифр, которая до этого времени не присваивалась. Единственным исключением был 8-й горнотанковый батальон (Gebirgs-Panzerbataillon 8). Кроме того, было сформировано 12 танковых батальонов бригад территориальных войск, но они были только частично активными и частично мобильными (фактическое количество около 60 %).

## Подготовка
Подготовка танковых войск в основном осуществляется на учебном полигоне танковых войск в Мюнстере, начальником которого также является генерал танковых войск (General der Panzertruppen). Генерал танковых войск отвечает за подготовку танковых войск. С июня 2013 года за дальнейшее развитие этого рода войск отвечает Управление развития армии (Amt für Heeresentwicklung). Учебный полигон танковых войск является частью Школы танковых войск (Panzertruppenschule) в Мюнстере.

## Организация
Танковые войска всегда были отдельным родом войск. До 2005 года танковые войска составляли единый род бронетанковых войск (Gepanzerte Kampftruppen) с мотопехотой (до 1995 года входившей в состав пехоты), войсковой разведкой и противотанкистами. С 2005 года танковые войска и мотопехота сформировали бронетанковые войска (Panzertruppen). Танковые войска относятся к боевым войскам (Kampftruppe) ВС ФРГ.

### Подразделения
В немецкой армии две дивизии и три бригады обозначаются как танковые в нынешней структуре армии «HEER2011». С марта 2016 года в ВС ФРГ имеется 5 танковых батальонов, а с 2019 года — 6:
|                                        | Батальон                                                | ППД                         | В составе                     | Примечание                                            |
| -------------------------------------- | ------------------------------------------------------- | --------------------------- | ----------------------------- | ----------------------------------------------------- |
| Значок 93 танкового учебного батальона | 93-й учебный танковый батальон (Panzerlehrbataillon 93) | Мунстер                     | 9-я учебная танковая бригада  |                                                       |
| Значок 104 танкового батальона         | 104-й танковый батальон (Panzerbataillon 104)           | Пфраймд                     | 12-я танковая бригада         |                                                       |
| Значок 203 танкового батальона         | 203-й танковый батальон (Panzerbataillon 203)           | Аугустдорф                  | 21-я танковая бригада         |                                                       |
|                                        | 363-й танковый батальон (Panzerbataillon 363)           | Хардхайм                    | 37-я мотопехотная бригада     | Перестроен 18.11.2019                                 |
| Значок 393 танкового батальона         | 393-й танковый батальон (Panzerbataillon 393)           | Бад-Франкенхаузен-Кифхойзер | 37-я мотопехотная бригада     | до середины 2014 года ППД в Бад-Зальцунген            |
| Значок 414 танкового батальона         | 414-й танковый батальон (Panzerbataillon 414)           | Логайде                     | 43-я механизированная бригада | В составе нидерландской 43-й механизированной бригады |

- Штаб (Stab)
  - Отдел S1 (отдел кадров) (Abteilung S1 (Personalwesen))
  - Отдел S2 (Военная безопасность) (Abteilung S2 (Militärische Sicherheit))
  - Отдел S3 (Организация) (Abteilung S3 (Organisation))
  - Отдел S4 (Логистика) (Abteilung S4 (Logistik))
  - Отдел S6 (Командная поддержка) (Abteilung S6 (Führungsunterstützung))
  - Управление материального обеспечения (Materialbewirtschaftung)
  - Отделение проверки материалов (Materialnachweistrupp)
  - Вспомогательный персонал Центра обслуживания ВС ФРГ (Unterstützungspersonal Bundeswehrdienstleistungszentrum)

- 1-я рота снабжения и обеспечения (1. Versorgungs- und Unterstützungskompanie)
  - Командование роты (Kompanieführung)
  - Отделение роты (Kompanietrupp)
    - Отделение сержанта роты (Kompaniefeldwebeltrupp)
    - Отделение снабжения (Versorgungstrupp)

  - Группа материального обеспечения (Materialgruppe)
  - Группа снабжения (Verpflegungsgruppe)
    - Отделение общественного питания (Verpflegungstrupp)
    - Отделение полевой кухни 1 (Feldküchentrupp 1)
    - Отделение полевой кухни 2 (Feldküchentrupp 2)
    - Отделение полевой кухни 3 (Feldküchentrupp 3)
    - Отделение санитаров (Marketendertrupp)

  - Взвод связи (Fernmeldezug)
    - Отделение взвода (Zugtrupp)
    - Отделение полевых кабелей 1 (Feldkabeltrupp 1)
    - Отделение полевых кабелей 2 (Feldkabeltrupp 2)
    - Группа командных пунктов 1 (Gefechtsstandgruppe 1)
      - Отделение командного пункта 1 Руководство ячейки (Gefechtsstandtrupp 1 Zelle Führung)
      - Отделение командного пункта 2 Руководство ячейки (Gefechtsstandtrupp 2 Zelle Führung)

    - Группа командных пунктов 2 (Gefechtsstandgruppe 2)
      - Командно-штабная ячейка оперативной поддержки (Gefechtsstandtrupp Zelle Einsatzunterstützung)
      - Командно-штабная ячейка командирской поддержки (Gefechtsstandtrupp Zelle Führungsunterstützung)

    - Группа безопасности 1 (Sicherungsgruppe 1)
    - Группа безопасности 2 (Sicherungsgruppe 2)

  - Взвод разведки и связи (Aufklärungs- und Verbindungszug)
    - Отделение взвода (Zugtrupp)
    - Рекогносцировочная группа (Erkundungsgruppe)
      - Рекогносцировочное отделение 1 (Erkundungstrupp 1)
      - Рекогносцировочное отделение 2 (Erkundungstrupp 2)

    - Разведывательная группа 1 (Aufklärungsgruppe 1)
      - Разведывательное отделение 1 (Aufklärungstrupp 1)
      - Разведывательное отделение 2 (Aufklärungstrupp 2)

    - Разведывательная группа 2 (Aufklärungsgruppe 2)
      - Разведывательное отделение 1 (Aufklärungstrupp 1)
      - Разведывательное отделение 2 (Aufklärungstrupp 2)

    - Группа связи (Verbindungsgruppe)
      - Отделение связи 1 (Verbindungstrupp 1)
      - Отделение связи 2 (Verbindungstrupp 2)

  - Технический взвод (Technischer Zug)
    - Отделение взвода (Zugtrupp)
    - Отделение технического обслуживания (легкое оружие, оборудование для защиты от NBC) (Wartungstrupp (Leichte Waffen, ABC-Abwehrgerät))
    - Отделение технического обслуживания (гидравлика) (Wartungstrupp (Hydraulik))
    - Отделение технического обслуживания (телекоммуникации) (Wartungstrupp (Fernmeldegerät))
    - Отделение ремонта боевых повреждений (Gefechtsschadeninstandsetzungstrupp)
    - Отделение восстановления колес (Bergetrupp Rad)
    - Восстановительное отделение (Bergetrupp Kette)

  - Транспортный взвод (Transportzug)
    - Отделение взвода (Zugtrupp)
    - Группа боеприпасов (Munitionsgruppe)
    - Группа топлива (Betriebsstoffgruppe)
    - Группа водоснабжения (Wassergruppe)

- 2-я танковая рота (2. Panzerkompanie)
  - управление роты (Kompanieführungsgruppe)
    - отделение роты (Kompanietrupp)
    - отделение фельдфебеля роты (Kompaniefeldwebeltrupp)

  - техническая группа (Technische Gruppe)
    - отделение ремонта боевых повреждений (Gefechtsschadeninstandsetzungstrupp)
    - отделение восстановительной команды (Bergetrupp Kette)

  - I. танковый взвод (I. Panzerzug)
  - II. танковый взвод (II. Panzerzug)
  - III. танковый взвод (III. Panzerzug)

- 3-я танковая рота (3. Panzerkompanie)

- 4-я танковая рота (4-я танковая рота 414-го танкового батальона предоставлена нидерландским ВС и имеет 4 танковых взвода с общим количеством 16 машин Leopard 2A6).

- 5-я оперативно-вспомогательная рота (5. Einsatz- und Unterstützungskompanie) (присутствует только в 203-м батальоне в Аугустдорфе).
  - группа командования роты (Kompanieführungsgruppe)
    - отделение роты (Kompanietrupp)
    - отделение фельдфебеля роты (Kompaniefeldwebeltrupp)
    - отделение снабжения (Versorgungstrupp)

  - Техническое отделение (Technischer Trupp)
  - взвод охраны и обеспечения (Sicherungs- und Unterstützungszug)

## Вооружение

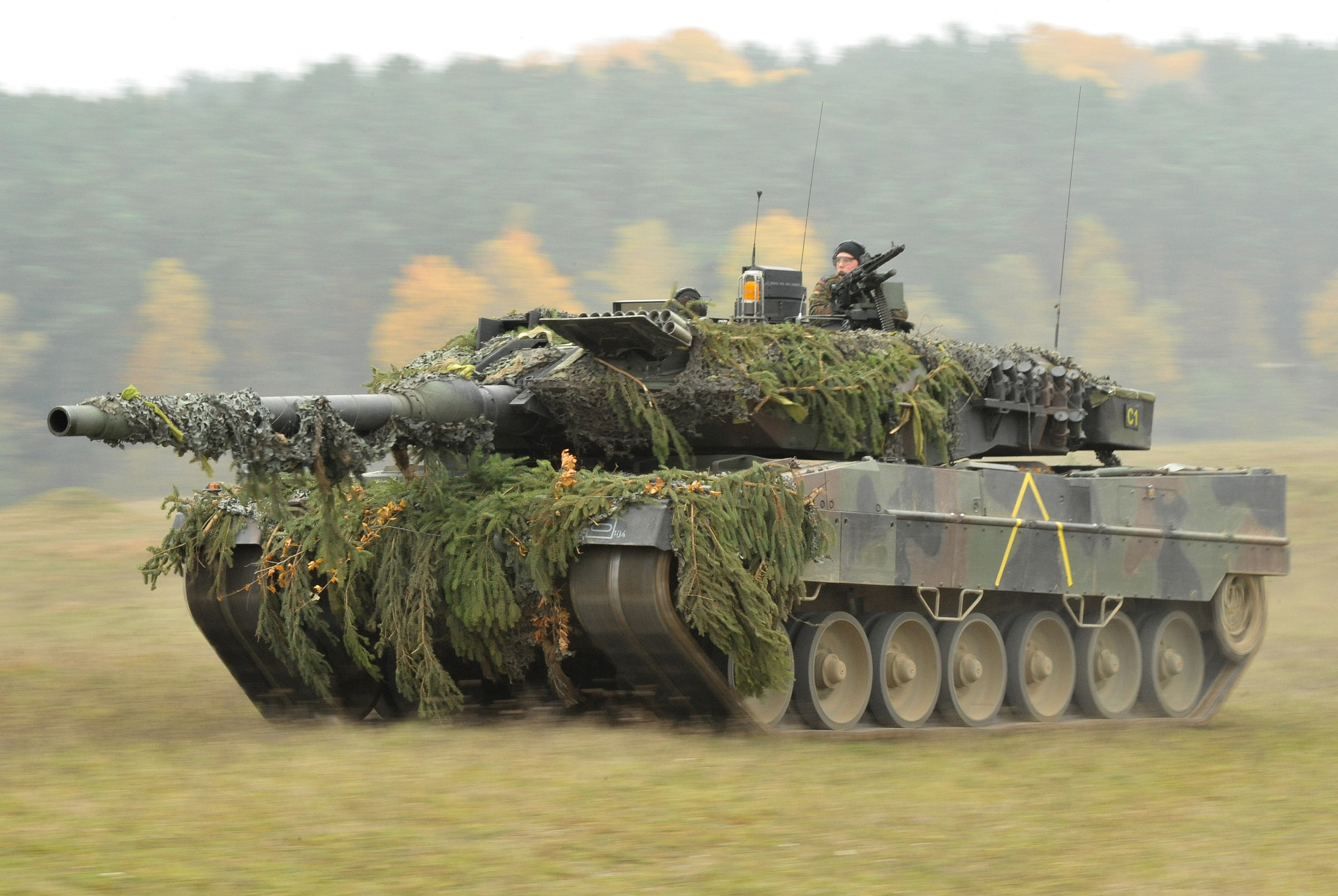
Leopard 2A6 104-го танкового батальона СВ ФРГ в Хоэнфельсе. Октябрь 2012 года.

Основной системой вооружения танковых войск является основной боевой танк Leopard 2. По состоянию на август 2017 года на вооружении ВС ФРГ состоит в общей сложности 225 Leopard 2A6 (155), A6M (50) и A7 (20). 20 основных боевых танков конфигурации Leopard 2A5, оставшиеся после продажи 105 танков этой модели Польше, были сняты с вооружения во избежание смешанной техники с разным состоянием вооружения.
Каждый батальон имеет в общей сложности 44 основных боевых танка (4 на взвод, 3 взвода на роту, а также 2 на ротную командную группу в трёх ротах и ещё два для командования батальона). По другим данным на ротную командную группу приходиться 1 танк, а не 2, таким образом всего в танковом батальоне 40-41 танк, если это не 414-й танковый батальон.

## Знаки отличия

### Униформа
Цвет брони танковых войск, показанный, например, как цвет косы и нашивок на воротнике, — розовый. Берет имеет чёрный цвет и часто носится на боевом дежурстве. На эмблеме берета танковых войск изображен стилизованный боевой танк в венке из дубовых листьев, заимствованный из Panzerkampfabzeichen бывшего вермахта. Расформированные противотанковые войска (Panzerjägertruppe) отличались от танковых войск в этом отношении только другим знаком отличия на берете. Экипажи танков носят комбинезон вместо полевых брюк и полевой блузы.

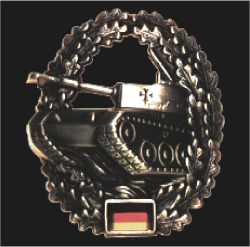
Эмблема берета
Петлица.

### Условный знак
Военным символом танковых войск НАТО является лежачий овал, который олицетворяет стилизованную опоясывающую танк гусеничную цепь.

Тактический знак
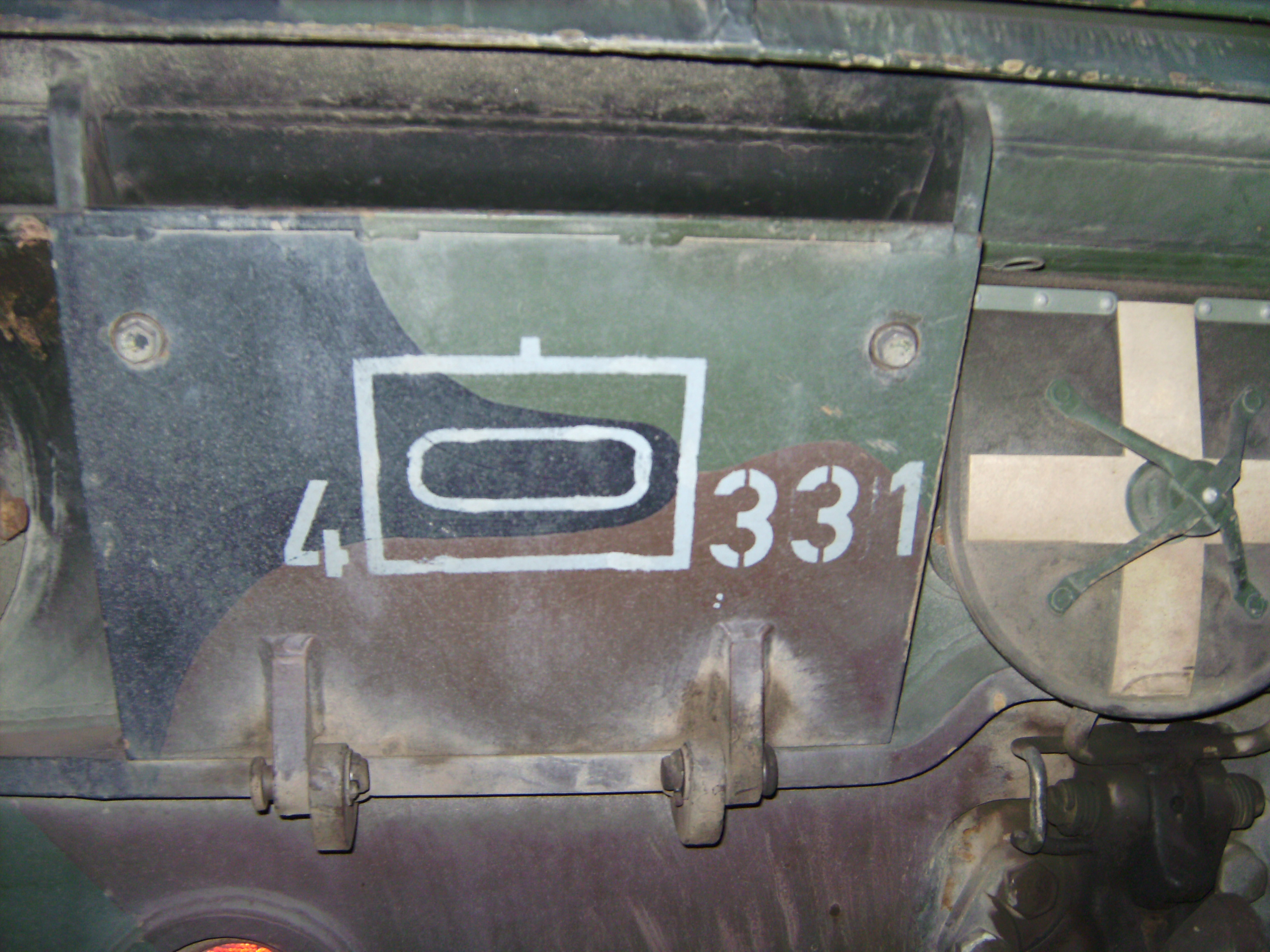
Тактический знак 4-й роты 331-го танкового батальона